# Взятие Кананеа (1913)
Взятие Кананеа (исп. Cananea) — один из первых крупных успехов повстанцев-конституционалистов, отбивших 26 марта 1913 года у правительственных войск Викториано Уэрты центр меднорудной промышленности Мексики город Кананеа.
После военного переворота 19 февраля (Трагическая декада) губернатор штата Коауила Венустиано Карранса объявил 19 февраля 1913 года о непризнании правительства Викториано Уэрты, так как оно было образовано неконституционным путем, и 26 марта выступил с «Планом Гуадалупе», призвав мексиканцев поднять восстание и присоединиться к его «конституционалистской армии», «верховным главнокомандующим» которой он провозгласил себя.
Первым штатом, поддержавшим Каррансу, стала Сонора, парламент которой 5 марта выразил недоверие федеральному правительству и призвал своих сторонников создавать отряды для борьбы с уэртистами. Одним из первых муниципальных руководителей в Соноре, выступивших против Уэрты, был Мануэль Дьегес, в то время президент муниципалитета Кананеа, крупного центра добычи медной руды. Для борьбы против нового федерального правительства он организовал и вооружил отряд из 300 человек, с которым после подхода войск, верных Уэрте, покинул город и ушел в направлении гор. Кананеа оказалась в руках федеральных сил под командованием полковника Рафаэля Морено, состоявших из 600 человек и имевших 4 пулемета.
После взятия Ногалеса, 13 марта 1913 года, отряд Альваро Обрегона начал 19 марта движение к Кананеа. 22 марта его отряд достиг станции Рио (Эль-Риито), где находился Мануэль Дьегес и его бойцы. Объединившиеся конституционалисты двинулись к Кананеа.
24 марта Обрегон, отправивший записку полковнику Морено с предложением сдать Кананеа, получил отказ. На военном совете конституционалистов был составлен план боя, согласно которому следовало окружить город и атаковать позиции противника со всех сторон.
Бой начался 25 марта, в 6 утра. Первым его начал Дьегес, атаковавший с севера. Альварадо завязал бой на восточной окраине города. Кампос атаковал с запада на форт федералов. Обрегон — с юга, от Лус-Кананеа. Федералы отстреливались из казарм, расположенных на южной окраине Кананеа, форта на холме и домов, которые находились напротив Лус-Кананеа. К 8 часам утра бой стал всеобщим и продолжался весь день до сумерек.
На следующий день, 26 марта, полковник Морено попросил на время прекратить огонь, но Обрегон заявил, что приостановит его только в случае сдачи гарнизона. Под давлением женщин, жительниц Кананеа, Морено был вынужден согласиться на капитуляцию. В плен сдались 2 старших офицера, 8 офицеров и 300 солдат.
После взятия Кананеа отряд Обрегона двинулся в сторону поселка Нако, расположенного на американо-мексиканской границе, который атаковал 8 апреля.